# Werner Schlager
Werner Schlager (* 28. září 1972) je bývalý rakouský stolní tenista, který po řadu let patřil k nejužší evropské i světové špičce. Je posledním nečínckým vítězem mistrovství světa.
Jedná se o praváka s evropským držením pálky. Stylem hry je útočník se silným oboustranným topspinem, avšak velmi technicky založený. Mezi jeho nejsilnější stránky patří též variabilní podání, vynikající příjem i bloky, a zejména skvělý forhendový flip. Mimořádnou stránkou hry Werbera Schlagera je nezměrná bojovnost, herní inteligence a schopnost mimořádného soustředění i v nejvyplatějších „koncovkových“ zápasech.
Vrcholem kariéry Wernera Schlagera byl rok 2003, kdy v sérii neuvěřitelně dramatických „koncovkových“ utkání porazil nejprve úřadujícího čínského mistra světa Wang Liquina, kdy odvrátil několik mečbolů, poté v neméně dramatickém zápasu dalšího slavného Číňana Kong Linghui, a nakonec si ve finále si poradil i s jihokorejským všestranným obranářem Joo Se Hyukem. Stal se tak v Paříži mistrem světa ve dvouhře a prolomil jako zatím jediný asijský monopol na zlaté medaile ve třetím tisíciletí. V roce 2003 se díky výsledkům nejen z mistrovství světa dostal na první místo mužského žebříčku ITTF a byl v Rakousku vyhlášen sportovcem roku.

## Dosažené úspěchy

### Dvouhra
- 2003 – mistr světa z mistrovství světa ve stolním tenise v Paříži
- 1999 – bronzová medaile z mistrovství světa
- 2002 – bronzová medaile z mistrovství Evropy
- 2009 – stříbrná medaile z mistrovství Evropy
- 2010 – bronzová medaile z mistrovství Evropy v Ostravě

### Čtyřhra
- 2005 – mistr Evropy z mistrovství světa ve stolním tenise v Shanghai
- 1998, 2000 a 2002 – bronzová medaile z mistrovství Evropy

### Smíšená čtyřhra
- 2003 – mistr Evropy
- 2002 a 2005 – bronzová medaile z mistrovství Evropy

### Soutěž družstev
- 2005 – stříbrná medaile z mistrovství Evropy
- 2002 – bronzová medaile z mistrovství Evropy